# Yngve Tegnér
Yngve Tegnér, född 15 december 1915 i Stockholm, död 22 juni 1991 i Saltsjöbaden, var en svensk arkitekt. Han har blivit känd som arkitekt för Folksams kontorshus på Södermalm och i Farsta, samt i Östersund.
Yngve Tegnér tog studentexamen vid Östra Real i Stockholm 1940, därefter utbildade han sig till arkitekt vid KTH 1946 och vid Kungliga konsthögskolan 1954. Från 1959 hade han en egen arkitektverksamhet. Innan dess var han anställd hos bland annat Sven Ivar Lind (1946-48), hos Nils Tesch (1952) och hos Nils Einar Eriksson  (1954-59). Han hade även praktiserat utomlands; 1948-51 i Baltimore och 1949 i San Francisco.
Till hans mest kända arbeten hör Folksamhuset i Stockholm som han formgav tillsammans med Nils Einar Eriksson 1959-1960. Tegnér stod för flera kontorsbyggnader för Folksam; utöver huvudkontoret på Södermaln, ritade han ett i Farsta och ett i Östersund. Han arbetade även med kyrkor, exempelvis Hornsbergskyrkan på Frösön (1966 och 1973) och totalrenoveringen av Skövde kyrka (1972). I Aix-en-Provence ritade han 1971 flerbostadshus som dock ej byggdes och i Wien byggdes två flerbostadshus efter hans ritningar (1985 och 1988). Den egna villan vid Saltsjöbadspromenaden 20 i Saltsjöbaden ritade han 1979.

## Bilder

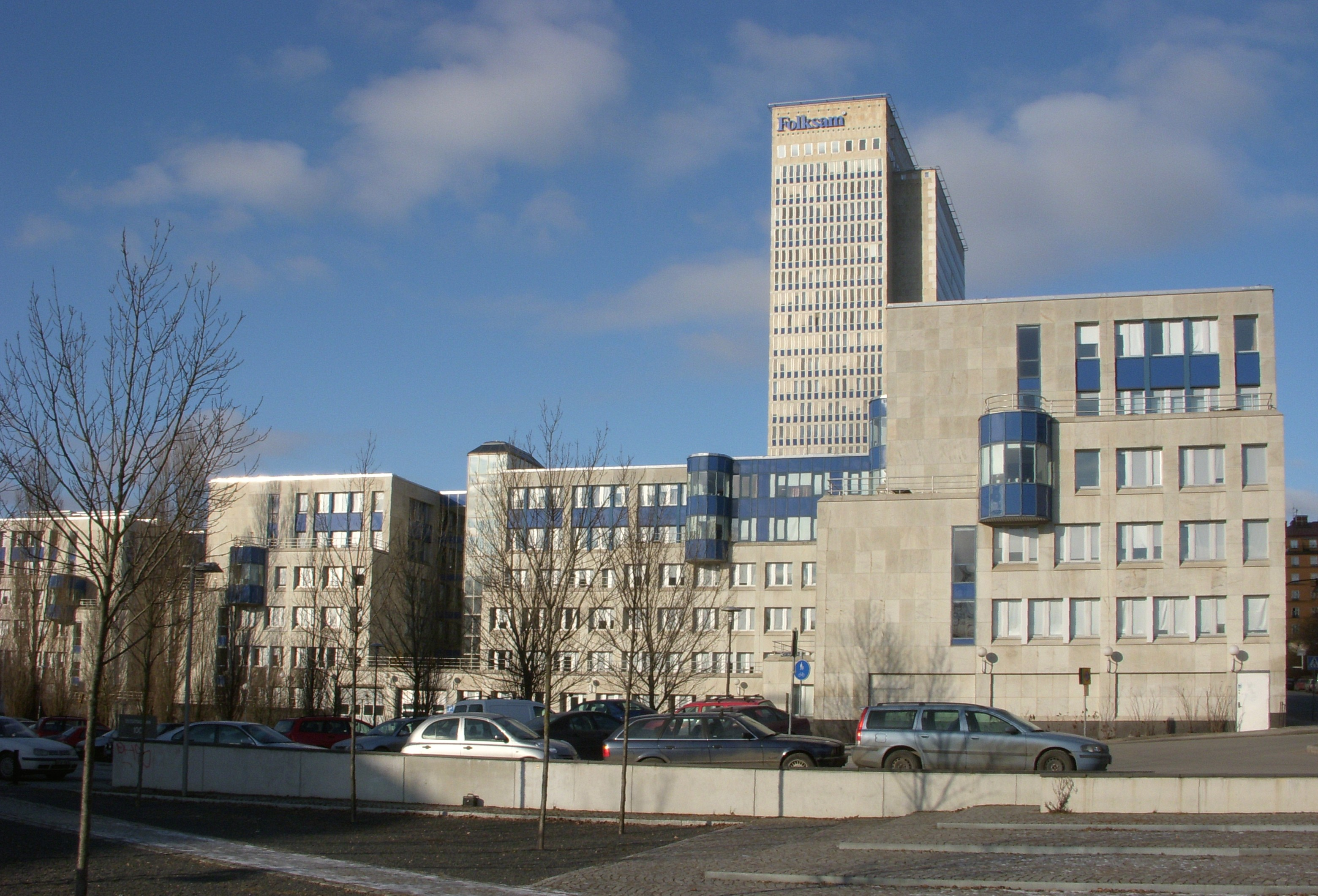
Folksamhuset vid Skanstull
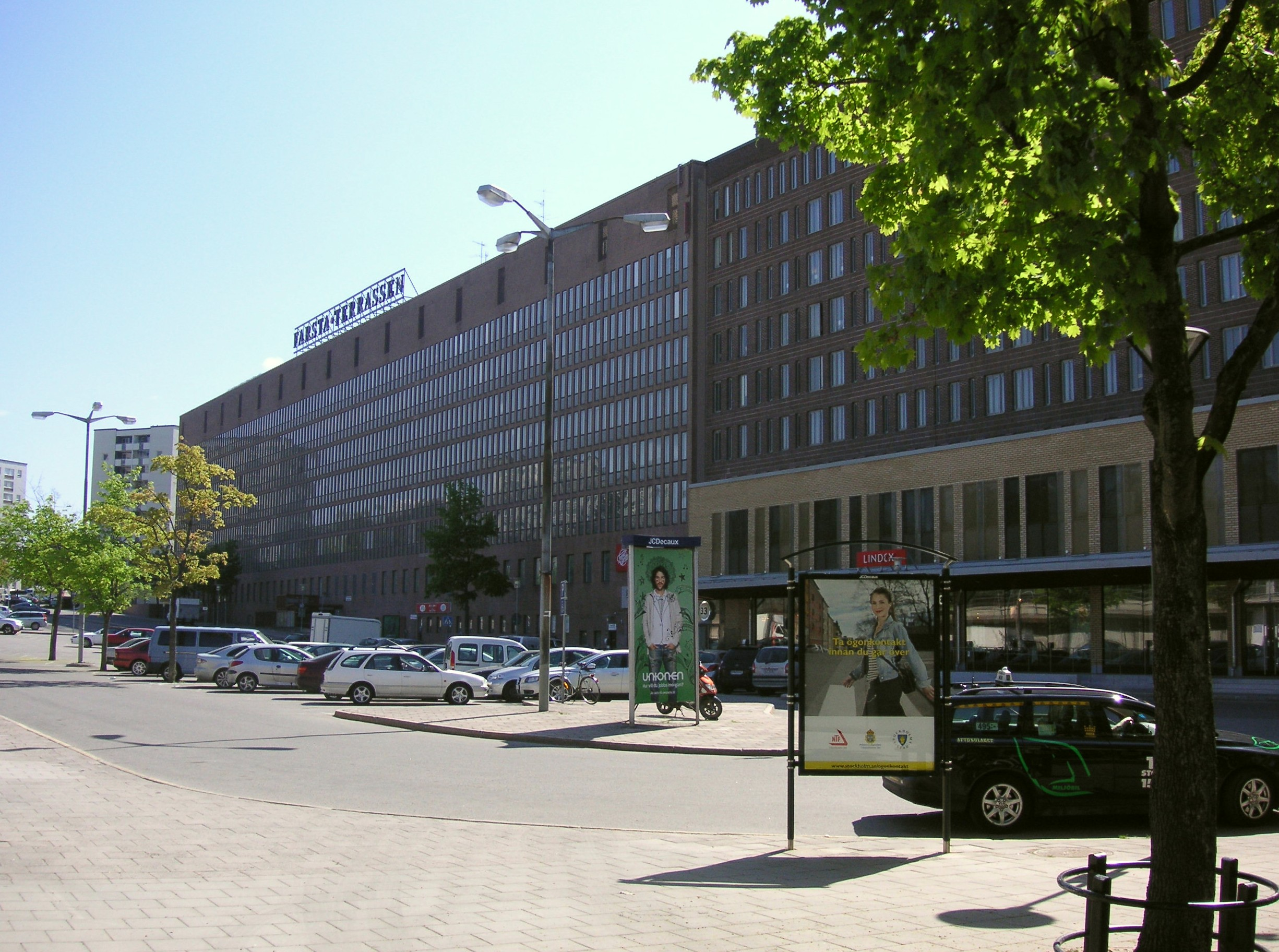
Folksamhuset i Farsta
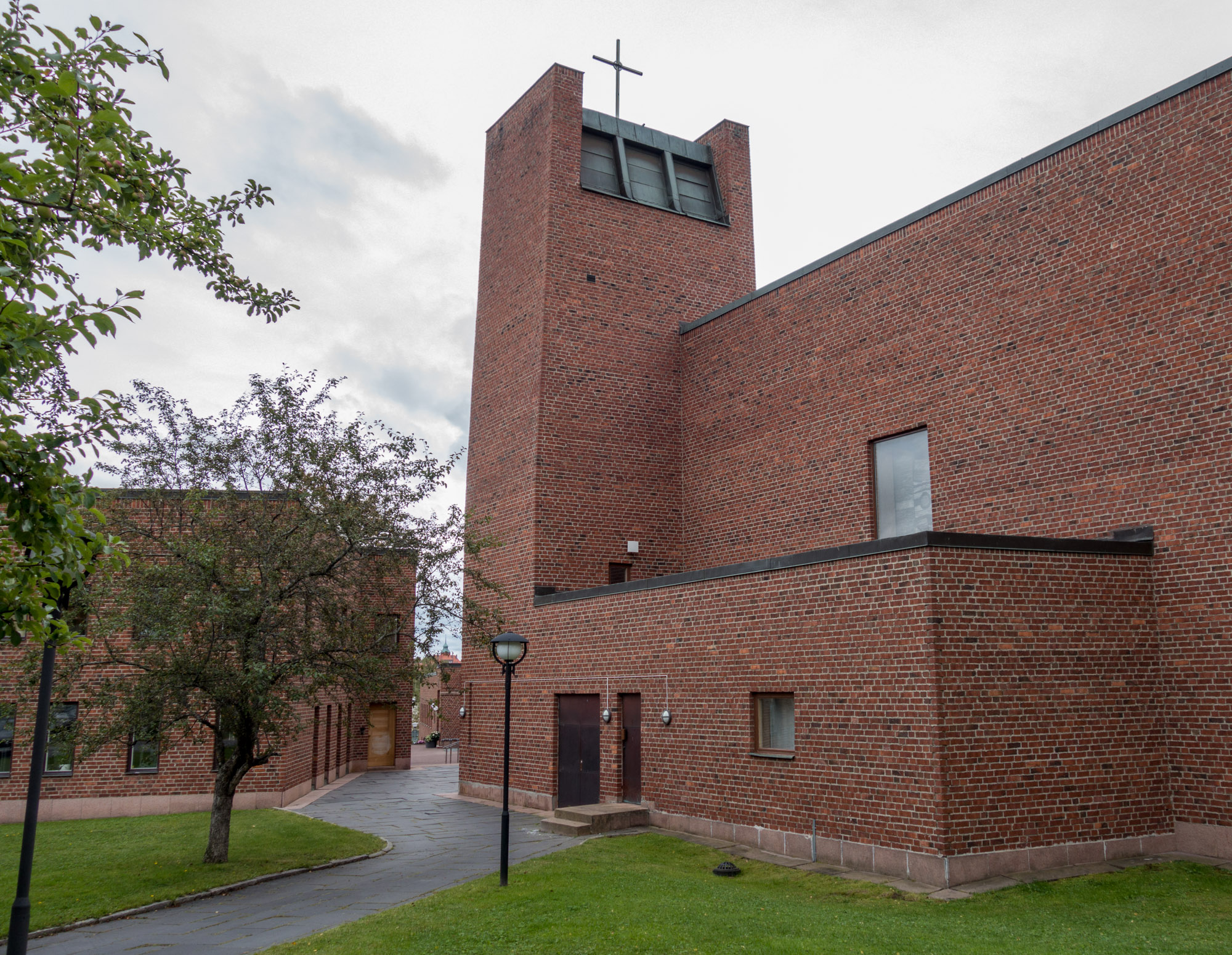
Hornsbergskyrkan